# Najlepsi z najlepszych III: Bez odwrotu
Najlepsi z najlepszych III: Bez odwrotu (ang. Best of the Best 3: No Turning Back) – amerykański film sensacyjny z 1995 roku w reżyserii Phillipa Rhee. Wyprodukowany przez Dimension Films i Buena Vista International. Kontynuacje filmów Najlepsi z najlepszych (1989) i Najlepsi z najlepszych 2 (1993). Film doczekał się kontynuacji filmu Najlepsi z najlepszych 4: Bez ostrzeżenia po 3 latach.

## Opis fabuły
Do terroryzowanego przez bandę Donniego Hansena (Mark Rolston) miasteczka Liberty przybywa Tommy Lee (Phillip Rhee), były reprezentant kraju w taekwondo. Naraża się przestępcom, którzy porywają jego rodzinę. Lee postanawia ostatecznie rozprawić się z przeciwnikami.

## Obsada
- Phillip Rhee jako Tommy Lee
- Christopher McDonald jako Jack Banning
- Gina Gershon jako Margo Preston
- Mark Rolston jako Donnie Hansen
- R. Lee Ermey jako ojciec Brian
- Peter Simmons jako Owen Tucker
- Cristina Lawson jako Karen Banning
- Dee Wallace jako Georgia
- Michael Bailey Smith jako Tiny
- Justin Brentley jako Luther Phelps

i inni